# 지게로봇
지게로봇(영어:MULE[한글 발음:뮬])은 스타크래프트 2 종족인 테란의 유닛이다.  궤도 사령부에서 생산이 가능하다.

## 특징
지게로봇은 스타크래프트 2에서 새롭게 추가된 유닛으로 건설로봇과 더불어 테란의 일꾼인 유닛이며 건설로봇을 보충해주는 역할을 하는 유닛이다. 스타크래프트 2에서는 영어 이름인 MULE(뮬)이라는 단어를 대신해 한국어로 번역된 지게로봇으로 부른다. 지게로봇은 건설로봇과 대체적으로 같은 역할을 하지만 건설로봇과는 달리 광물만 채취가 가능하고 가스를 채취하지 못하며 공격 능력이 존재하지 않는다는 점과 건물을 짓지 못하는 단점이 존재한다. 또한 90초라는 기간 동안만 유닛이 유지되며 이는 테란에서 실험용 유닛이기 때문에 이런 제약이 있는 것이다. 다만 건설로봇과는 달리 여러 기가 한번에 광물을 채취할 수 있어 건설로봇보다 더욱 많은 광물 자원을 채취할 수 있는 장점이 있다. 지게로봇은 사령부의 업그레이드 건물인 궤도 사령부에서 마나 50을 들여 만들며 생산 시간은 16초이다. 건설로봇과는 달리 순수한 기계 유닛으로 취급받기 때문에 지게로봇은 기계 유닛의 수리인 리페어로만 체력 회복이 가능하다. 유닛의 능력치는 체력:60, 기본 방어력:0의 능력치를 가지고 있다. 스타크래프트 2의 캠페인이나 협동전에서도 등장하며 건설로봇과 함께 테란의 광물 자원을 풍족하게 만들고 테란이 후반을 도모하는데 있어서도 핵심적인 유닛으로 활용된다. 아울러 스타크래프트 2의 캠페인과 협동전에서는 궤도 사령부가 건설로봇을 생산하면 낙하기도 같이 소환하게 되는데 낙하기는 테란의 강력한 유닛 수송 수단이 된다.

## 같이 보기
- 스타크래프트
- 테란